# A sárkány közbelép
A sárkány közbelép (Enter the Dragon, más címek: The Deadly Three, Blood and Steel, pinjin: Long Zheng Hu Dou, magyaros átírás szerint: Lung cseng hu tou) 1973-ban bemutatott hongkongi harcművészeti akciófilm, mely a Golden Harvest és a Warner Bros. koprodukciójában készült. Rendezője Robert Clouse, főszereplői Bruce Lee, Jim Kelly és John Saxon. Ez volt Bruce Lee utolsó film megjelenése 1973. július 20-án bekövetkezett halálát megelőzően. Hat nappal Lee halála után mutatták be Hongkongban.

## Cselekmény
Lee (Bruce Lee) a saolin harcművész Hongkongból, meghívást kap Han (Shih Kien) – akit korábban száműztek a saolinok maguk közül – harcművészeti versenyére. Braithwaite (Geoffrey Weeks), a brit titkosszolgálat embere segítséget kér Lee-től. Hant több bűntettel is gyanúsítják, azonban mindeddig nem sikerült bizonyítékot szerezni ellene. Ráadásul Han szigete csak részben tartozik brit fennhatóság alá, így nem tudnak hagyományos módszerekkel nyomozni. Lee azt is megtudja, hogy nővére halálát Han testőre, O'Hara és emberei okozták.
Lee több versenyzővel együtt érkezik a szigetre, köztük Roper (John Saxon), az amerikai playboy és szerencsejátékos, valamint Williams (Jim Kelly), az afroamerikai aktivista, aki a Los Angeles-i rendőrség elől menekül. Lee feladata, hogy bizonyítékot szerezzen Han ellen, melyben segítségére lehet Mei Ling (Betty Chung), akit Braithwaite már korábban a szigetre juttatott.

## Szereplők
| Szerep                 | Színész        | Magyar hangja (1. szinkron) |
| ---------------------- | -------------- | --------------------------- |
| Lee                    | Bruce Lee      | Selmeczi Roland             |
| Roper                  | John Saxon     | Borbély László              |
| Williams               | Jim Kelly      | Szabó Sipos Barnabás        |
| Han                    | Kien Shih      | Cs. Németh Lajos            |
| Tania                  | Ahna Capri     | Spilák Klára                |
| O’Hara                 | Robert Wall    | N/A                         |
| Bolo                   | Bolo Yeung     | N/A                         |
| Han embere a börtönben | Jackie Chan    | (nem szólal meg)            |
| Shaolin harcos         | Sammo Hung     | N/A                         |
| Braithwaite            | Geoffrey Weeks | Fonyó István                |
| Parsons                | Peter Archer   | Salinger Gábor              |
| Lee apja               | Li-Jen Ho      | Szélyes Imre                |
| Su Lin                 | Angela Mao     | N/A                         |
| Mei Ling               | Betty Chung    | N/A                         |
| Shaolin szerzetes      | Roy Chiao      | Varga Tamás                 |

## Fogadtatás

A film egyik jelenete

A sárkány közbelép Észak-Amerikában 25 millió dollár bevételt ért el, világszerte 90 millió dollár körüli volt, míg a forgatás összköltsége 850 ezer dollárt tett ki. Hongkongban a film 3 307 536 hongkongi dollárt hozott, mely nagy sikernek számított abban az időben, de kevesebb volt, mint Lee Tomboló ököl és A Sárkány útja című filmjei.
A film jó kritikákat kapott kapott a bemutatóját követően és sokan 1973 egyik legjobb filmjének ítélték. Egyes kritikák úgy utaltak rá, mint egy „kis költségvetésű James Bond thrillerre” illetve mint „a Dr. No remake-je a Fu Manchu jellegzetességeivel”. A Rotten Tomatoes oldalán 97%-ot kapott a kritikák alapján. 2004-ben a filmet kulturális szempontból jelentősnek minősítette a Kongresszusi Könyvtár és kiválasztotta, hogy megőrzésre kerüljön a National Film Registry-ben.
Az Empire magazin 2008-ban összeállított Minden idők 500 legjobb filmjének listáján 474. helyre sorolták a filmet.